# Saltos ornamentais nos Jogos Olímpicos de Verão de 2020 - Trampolim 3 m sincronizado masculino
A competição do trampolim de 3 m sincronizado masculino dos saltos ornamentais nos Jogos Olímpicos de Verão de 2020 foi realizada em 28 de julho de 2021, no Centro Aquático de Tóquio, em Tóquio. Um total de 16 saltadores de 8 Comitês Olímpicos Nacionais (CON) participaram do evento.

## Qualificação
As três melhores duplas do Campeonato Mundial de Esportes Aquáticos de 2019 ganharam uma vaga para seu respectivo CON. O Japão, como país anfitrião, também teve garantida uma vaga. As quatro vagas restantes foram para os melhores colocados da Copa do Mundo de Saltos Ornamentais de 2020.
Cada saltador deveria ter pelo menos 14 anos até o final de 2020 para poder competir.

## Formato
A competição foi realizada em uma fase única, sendo que cada dupla realizou seis saltos. Deveria haver pelo menos um salto de cada um dos cinco grupos (para frente, de costas, revirado, ponta pé a lua e parafuso). Os primeiros dois saltos tiveram um grau de dificuldade fixo de 2.0, independentemente do tipo realizado.

## Calendário
Horário local (UTC+9)
| Dia                 | Horário | Fase  |
| ------------------- | ------- | ----- |
| 28 de julho de 2021 | 15:00   | Final |

## Medalhistas
| Ouro   | CHN Wang Zongyuan e Xie Siyi          |
| Prata  | USA Andrew Capobianco e Michael Hixon |
| Bronze | GER Patrick Hausding e Lars Rüdiger   |

## Resultados
Um total de oito duplas de saltadores competiram, com as três melhores colocadas na final garantindo as medalhas.
| Pos.              | Saltadores                        | CON                | Final   | Final   | Final   | Final   | Final   | Final   | Final  |
| Pos.              | Saltadores                        | CON                | Salto 1 | Salto 2 | Salto 3 | Salto 4 | Salto 5 | Salto 6 | Pontos |
| ----------------- | --------------------------------- | ------------------ | ------- | ------- | ------- | ------- | ------- | ------- | ------ |
| Medalha de ouro   | Wang Zongyuan Xie Siyi            | CHN China          | 55.80   | 57.60   | 86.70   | 90.78   | 77.76   | 99.18   | 467.82 |
| Medalha de prata  | Andrew Capobianco Michael Hixon   | USA Estados Unidos | 49.20   | 49.80   | 83.64   | 86.10   | 86.70   | 88.92   | 444.36 |
| Medalha de bronze | Patrick Hausding Lars Rüdiger     | GER Alemanha       | 50.40   | 51.60   | 75.48   | 70.35   | 71.40   | 85.50   | 404.73 |
| 4                 | Yahel Castillo Juan Celaya        | MEX México         | 48.60   | 49.80   | 78.54   | 79.56   | 77.52   | 66.12   | 400.14 |
| 5                 | Sho Sakai Ken Terauchi            | JPN Japão          | 51.60   | 51.60   | 74.70   | 69.30   | 71.40   | 75.33   | 393.93 |
| 6                 | Lorenzo Marsaglia Giovanni Tocci  | ITA Itália         | 49.20   | 49.20   | 73.47   | 80.58   | 67.26   | 68.34   | 388.05 |
| 7                 | Jack Laugher Daniel Goodfellow    | GBR Grã-Bretanha   | 47.40   | 51.00   | 63.24   | 67.20   | 62.70   | 91.26   | 382.80 |
| 8                 | Evgeny Kuznetsov Nikita Shleikher | ROC                | 51.00   | 51.60   | 74.46   | 82.62   | 71.40   | 0.00    | 331.08 |